# Leopold Friedrich Günther von Goeckingk
Leopold Friedrich Günther von Goeckingk (Gröningen, Halberstadt mellett, 1748. július 13. – Syców, 1828. február 18.) német költő.

## Élete
Tanulmányait Halléban végezte, ahol megismerkedett Gottfried August Bürgerrel. 1802-ben az orániai herceg meghívására Fuldába ment, ahol a fejedelemség új szervezését vitte keresztül. Berlinbe visszatérve, a törvényhozó-bizottság tagjaként működött. 1807-ben a tilsiti béke után elbocsátották hivatalából és Wartenbergben, Sziléziában telepedett le. 
Kiadta Karl Wilhelm Ramler költő műveit (Berlin, 1800) és megalapította 1784-ben a Journal von und für Deutschlandot. Életrajzát Tiedge a Zeitgenossen című folyóiratban (3. sorozat. I. kötet, 4. füzet) tette közzé.

## Művei
- Sinngedichte (Halberstadt, 1772; 2. kiad. Lipcse, 1778)
- Lieder zweier Liebenden (uo. 1777, 3. kiad. 1819)
- Gedichte (uo. 1779-82, 3. kiad. Majna-Frankfurt, 1821)
- Prosaische Schriften (uo. 1784)
- Charaden und Logographen (uo. 1817)
- Nicolai's Leben und Litterarischer Nachlass (uo. 1820)